# Michel Odent
 (août 2023).
Pour les articles homonymes, voir Odent.
Michel Odent, né le 7 juillet 1930 dans l'Oise, est un chirurgien et obstétricien français.

## Biographie
Michel Odent se voit proposer la direction de la maternité de l'hôpital de Pithiviers de 1962 à 1985. Il y développe des recherches originales en vue d'une maternité différente : il lance le concept d'accouchement en salles de naissance « comme à la maison » : pénombre, naissance dans l'eau, liberté de position, « bébés kangourous », groupes de chant, etc.
En 1985, il s’installe à Londres et accompagne des accouchements assistés à domicile. Il y fonde le Primal Health Research Centre, dont le but est d'étudier les conséquences des événements qui se déroulent durant la période primale (de la conception au premier anniversaire) sur la santé et le comportement de l'enfant et de l'adulte qu'il deviendra. Il crée la banque de données de recherche en santé primale.
Michel Odent est membre du « Medical Advisory Board » de la Leche Ligue International depuis trente-cinq ans. 
Il est visiting Professor à l'université médicale nationale d'Odessa (en) et docteur honoris causa de l'université de Brasilia.
Conférencier, auteur de publications, notamment d'un article sur l'introduction de l'allaitement dans l'heure qui suit la naissance et d'un article sur les piscines d'accouchement,, il a également écrit une quinzaine d'ouvrages, qui ont été traduits en 23 langues.Il anime des sessions d'information pour sages-femmes et doulas dans plusieurs pays.
Sa biographie officielle paraît aux Éditions l'Instant Présent en novembre 2020 sous le titre Michel Odent, passerelle entre le passé et l'avenir par Victorine Meyers.

## Ouvrages
- Bien naître, Seuil, 1976.  (ISBN 2-02-004518-4)
- Genèse de l'homme écologique, EPI, 1979.
- Genèse de l'homme écologique. L'instinct retrouvé, EPI DDB, 1981.
- (en) Birth reborn, New York, Pantheon, 1984, 123 p. (OCLC 891435321)
- La Santé primale. Comment se construit et se cultive la santé, Payot, 1986.
- Le zinc et la santé. Payot, 1986 (co-auteur avec Judy Graham).
- Les acides gras essentiels. Ligier. Paris 1990.
- Votre bébé est le plus beau des mammifères, Albin Michel, 1990 ; réédition sous le titre Le bébé est un mammifère, Paris, éd. L'Instant Présent, 2011.
- L'Amour scientifié, Paris, Jouvence, 2001, 174 p. (OCLC 421926613) ; réédition : Paris, éd. Myriadis, 2014, Le Hêtre Myriadis, 2017.
- Le Fermier et l'accoucheur : l'industrialisation de l'agriculture et de l'accouchement, Paris, Médicis, 2004, 187 p. (OCLC 419766526) ; réédition Paris, Le Hêtre Myriadis, 2017.
- Césariennes : questions, effets, enjeux. Alerte face à la banalisation, Paris, Le Souffle d'or, 2005 ; réédition : Paris, Le Hêtre Myriadis, 2018.
- (en) Primal Health : understanding the critical period between conception and the first birthday, Forest Row, Clairview books, 2007.
- Fonctions des orgasmes : l'origine de l'amour en question, Paris, Jouvence Éditions, 2010 ; réédition, Paris, Le Hêtre Myriadis, 2018.
- Le bébé est un mammifère (nouvelle édition enrichie de Votre bébé est le plus beau des mammifères), Paris, Éditions l'Instant Présent, 2011.
- La Naissance à l'âge des plastiques, Paris, Éditions du Hêtre, 2013, 129 p. (OCLC 847562005)
- La Naissance et l'évolution d'homo sapiens, Paris, éd. Myriadis, 2014, 155 p. (OCLC 880866462)
- L'Humanité survivra-t-elle à la médecine ?, Paris, éd. Myriadis, 2016, 170 p.
- La Naissance d'Homo, le chimpanzé marin, Paris, éd. Le Hêtre Myriadis, 2017.
- (en) The future of Homo, World Scientific Publishing Co Pte Ltd, 2019 (https://doi.org/10.1142/11458) (non traduit en français à ce jour).
- Homo et la planète Océan, Caen, éd. Ressources Primordiales, 2022. Traduit par l'auteur de (en) Planet Ocean: Our Mysterious Connections to Water, West Hoathly (UK), Clairview Books, 2021